# Dichelodontium nitidum
Dichelodontium nitidum là một loài rêu trong họ Ptychomniaceae. Loài này được (Hook. f. & Wilson) Broth. mô tả khoa học đầu tiên năm 1907.